# マラハイドのタルボット男爵
マラハイドのタルボット男爵 (英: Baron Talbot of/de Malahide) はイギリスの男爵、貴族。2度創設されており、前者はアイルランド貴族爵位として、後者は連合王国貴族爵位としての叙爵である。
いずれもマラハイド封建領主の末裔たるタルボット家を対象としたものであり、前者のみ現存する。

## 歴史

### マラハイド封建領主として

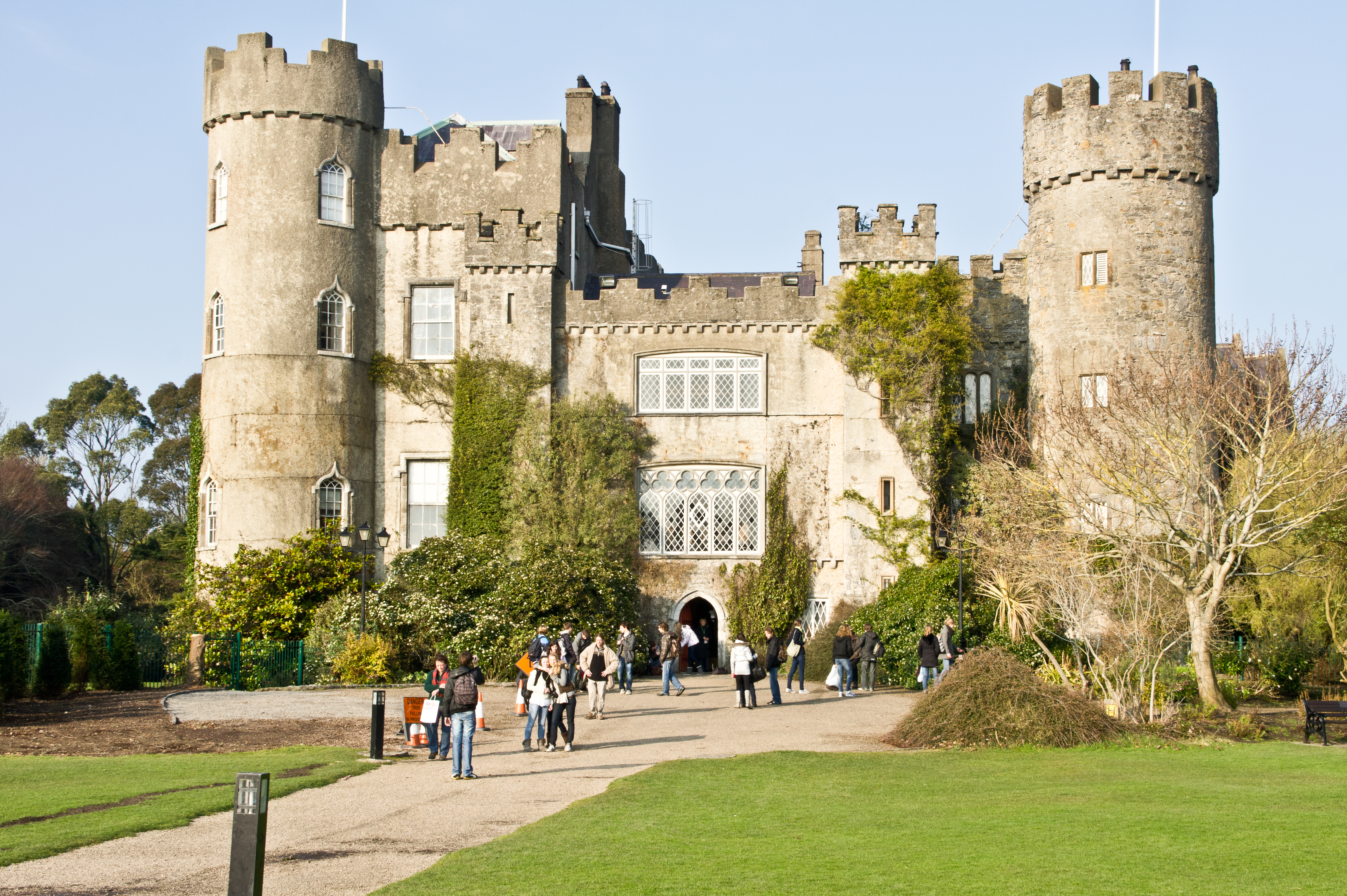
一族のかつての居城であるマラハイド城

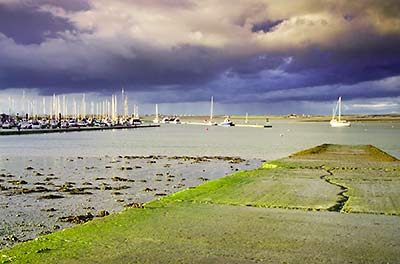
男爵家がかつて支配したマラハイド湾

マラハイドのタルボット家は、ダブリン県フィンガルに位置する集落マラハイドの封建領主(Lords of Malahide)を代々務めてきた一族であり、その始祖トマス・タルボット(?-1487)はエドワード4世より世襲職としてマラハイド港域領主(Lord Admiral of Malahide and the Adjacent Seas)に任じられている。
この世襲職によって、タルボット家はマラハイド港及びその近海における海事司法を統括し、かつ同地域に関税を課す権利を認められており、同職は1639年にアイルランド財務裁判所によってもその有効性が確認されている。

### マラハイドのタルボット男爵に叙される

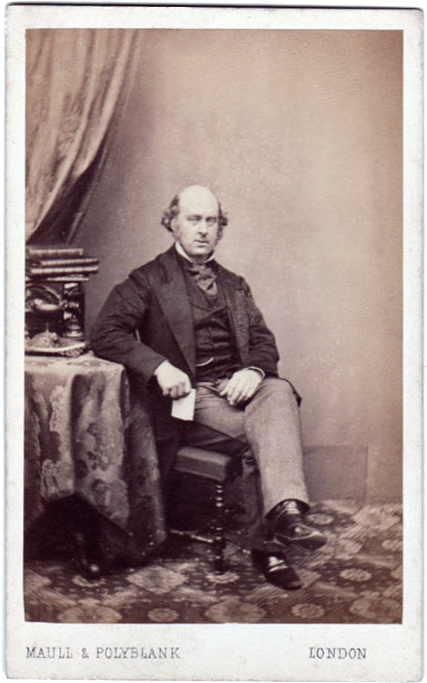
4代男爵ジェームズ

その子孫にあたるリチャード・タルボットの妻マーガレット(?-1834)は1831年にアイルランド貴族としてダブリン県マラハイドのタルボット女男爵(Baron Talbot of/de Malahide, in the County of Dublin)に叙せられた。彼女が1834年に没すると、爵位はその息子リチャードが相続した。
2代男爵リチャード(1766-1849)はホイッグ党の政治家として活動したほか、1839年5月8日にダブリン県マラハイドのファーニヴァル男爵(Baron Furnival of Malahide, in the County of Dublin)に叙せられた。この爵位は連合王国貴族爵位であったためリチャードは貴族院に列したが、彼が嗣子なく没すると、わずか一代で廃絶している。一方で、アイルランド貴族爵位のタルボット男爵は弟のジェームズ及びその長男へと受け継がれた。
4代男爵ジェームズ(1805-1883)は自由党の政治家としてアスローン選挙区選出の庶民院議員を務めたのち、1856年11月19日にダブリン県マラハイドのタルボット男爵(Baron Talbot de Malahide, in the County of Dublin)に叙された。本爵位は連合王国貴族爵位であり、彼は叔父(2代男爵)同様に貴族院に籍を移している。
その孫にあたる6代男爵ジェームズ(1874-1948)が子のないまま亡くなると、2つの爵位は従兄弟のミロに継承された。
7代男爵ミロ(1912-1973)は駐ラオス大使を務めた外交官であったが、彼もまた継承すべき男子を欠いたため、連合王国貴族爵位のタルボット男爵は廃絶した。他方、アイルランド貴族爵位のタルボット男爵は遠縁のレジナルド及びその弟ジョセフの順で相続されたものの、再び男子を欠いたため、従姪にあたるレジナルドが爵位を襲った。
10代男爵レジナルド(1931-2016)は1945年に勅許を得て母方の姓である「アランデル(Arundell)」に改姓したほか、同家の紋章を一族のエスカッションに加えており、これが現在の男爵家の紋章となっている。
その息子である11代男爵リチャード(1957-)がマラハイドのタルボット男爵家現当主である。
かつての一族の邸宅には、ダブリン近郊のマラハイド城やエアーシャーに位置するオーキンレックハウスがあった。

## 現当主の保有爵位
現当主である第11代マラハイドのタルボット男爵リチャード・ジョン・テナント・アランデルは、以下の英国貴族爵位を有する。
- 第11代ダブリン県マラハイドのタルボット男爵(11th Baron Talbot of/de Malahide, in the County of Dublin)
(1831年5月26日の勅許状によるアイルランド貴族爵位)

### 海外爵位
初代ウォーダーのアランデル男爵トマス・アランデルは1595年に神聖ローマ帝国貴族としてウォーダーのアランデル伯爵に叙された。イングランド貴族たるウォーダーのアランデル男爵家は1944年に断絶したものの、第10代マラハイドのタルボット男爵以降の歴代当主は、トマスの子孫にあたっている。そのため『クラクロフト貴族名鑑』（Cracroft's Peerage）によれば、現当主である第11代マラハイドのタルボット男爵リチャード・ジョン・テナント・アランデルは以下の神聖ローマ帝国貴族爵位を有する。
- ウォーダーのアランデル伯爵(Count/Graf Arundell of Wadhour)
(1595年12月14日創設の神聖ローマ帝国貴族爵位)

## マラハイドのタルボット男爵（1831年）
- 初代マラハイドのタルボット男爵マーガレット・タルボット (?-1834)
- 第2代マラハイドのタルボット男爵リチャード・ウォーガン・タルボット（英語版） (1766–1849) (ファーニヴァル男爵叙爵も1849年廃絶)
- 第3代マラハイドのタルボット男爵ジェームズ・タルボット (1767–1850)
- 第4代マラハイドのタルボット男爵ジェームズ・タルボット（英語版） (1805–1883) (1856年にマラハイドのタルボット男爵叙爵)
- 第5代マラハイドのタルボット男爵リチャード・ウォーガン・タルボット (1846–1921)
- 第6代マラハイドのタルボット男爵ジェームズ・ボズウェル・タルボット (1874–1948)
- 第7代マラハイドのタルボット男爵ミロ・ジョン・レジナルド・タルボット（英語版） (1912–1973) (1973年にマラハイドのタルボット男爵位廃絶)
- 第8代マラハイドのタルボット男爵レジナルド・スタニスロース・ヴィクター・タルボット (1897–1975)
- 第9代マラハイドのタルボット男爵ジョセフ・ハバート・ジョージ・タルボット (1899–1987)
- 第10代マラハイドのタルボット男爵レジナルド・ジョン・リチャード・アランデル (1931–2016)
- 第11代マラハイドのタルボット男爵リチャード・ジョン・テナント・アランデル (1957 - )

法定推定相続人は現当主の息子であるジョン・リチャード・アランデル(1998-)閣下。

### 註釈
1. ↑  爵位に対する領地指定部分冒頭の『of』あるいは『de』は文献によって表記揺れがあるため、両用併記した。
2. ↑  本爵位名においては『de』が正しく、『タルボット・ド・マラハイド男爵』の表記も考えられるが、当該表記では本質的に同名であるアイルランド爵位と異なる語感を有するほか、英語版記事においてもアイルランド貴族爵位と同名であるとして創設回数を2度と数えていることから、あえて本記事名に準拠した。
3. ↑  初代女男爵の三男ジョン・タルボット提督（英語版）の子孫にあたっているほか、彼の妻はウォーダーのアランデル男爵（英語版）家出身であったことから、同家とも縁続きとなった。
4. ↑  黒地に六羽の銀イワツバメ